# ウクライナの地方行政区画
ウクライナの地方行政区画（ウクライナのちほうぎょうせいくかく）は、24の州（область、オーブラスチ）、1つの自治共和国（автономна республіка、アウトノームナ・レスプーブリカ）と2つの特別市（місто зі спеціальним статусом、ミースト・ズィ・スペツィアーリヌィム・スタートゥソム）に区画されている。
また、オーブラスチはラヨン（райо́н、地区）、フロマーダ（громада、領域共同体）、ミィスト（Місто、市）、セロ（Село、村）に細分されており、さらにソビエト連邦時代の都市設計によって生み出された都市型集落（селище міського типу、セリースィツェ・ミスィコホ・ティプォ）が存在している。
2015年以降、政府は地方分権を進めるため行政区画の改革を行っている（ウクライナの地方分権化）。
特に2020年7月に行われたヴェルホーヴナ・ラーダ（ウクライナ最高議会、立法府）主導の立法による行政区画改革は、地方自治体の財政基盤を築き、非中央集権化（地方分権）を促すとして、大幅なラヨンの統廃合が行われた。また同時に州内重要都市は廃止され、市町村はラヨン、そしてその下位行政区画フロマーダに属することとなった。
ロシア連邦によるクリミア半島とウクライナ南東部の併合に伴い、クリミア自治共和国、セヴァストポリ特別市、ドネツィク州、ヘルソン州、ルハンシク州、ザポリージャ州の一部は事実上ロシア連邦の統治下に置かれた。しかし、ウクライナを含む、国際的には、ほとんどの国がロシアの領有権主張を認めていない。

## ウクライナの地方行政区画
|  | キーウ ビーラ・ · ツェールクヴァ ブロヴァルィー チョルノービリ チェルニーヒウ ニージン プルィルークィ ジトーミル ノヴォフラード コーロステニ ベルディーチウ チェルカースィ スミーラ ウーマニ ポルタヴァ クレメンチューク ルブヌィー クロピヴニツキー ヴィーンヌィツャ フメリニツキー カームヤネツィ＝ · ポジーリシクィイ テルノーピリ リウネ ルーツィク コーヴェリ リヴィウ ドロホーブィチ ストルィーイ イヴァーノ＝ · フランキーウシク カールシュ コロムィーヤ チェルニウツィー ウージュホロド ムカーチェヴォ オデッサ イズマイール レニ ムィコラーイウ ペルヴォマイシク ヘルソン ノヴァー・ · カホーウカ シンフェロポリ セヴァストポリ ヤルタ フェオドシヤ ケルチ イェウパトーリヤ ジャンコイ ドニプロ カーミヤンシケ ジョーウチ・ヴォーディ クルィヴィーイ・リーフ マールハネツィ ニーコポリ パウロフラード ザポリージャ メリトーポリ ベルジャーンシク スームィ ロームヌィ コノトプ ショーストカ ハルキウ ロゾヴァ イジューム ドネツィク マリウポリ スロウヤーンシク クラマトールシク イェナーキイェヴェ ホールリウカ ルハーンシク スタロビーリシク アルチェーウシク スタハーノウ ベラルーシ ピンスク ブレスト ホメリ ポーランド ワルシャワ ルブリン プシェムィシル ロシア クルスク ベルゴロド クバーニ シャフティ ノヴォチェルカッスク ロストフ・ · ナ・ドヌ タガンログ クラスノダール ノヴォロシースク ルーマニア ヤシ ガラツィ ブライラ コンスタンツァ ブルガリア ヴァルナ モルドバ バルツィ キシナウ ハンガリー スロバキア 黒 海 アゾフ海 |

| No.        | 地域                           | 面積 (km²) | 人口 (2014年3月1日) | 行政首都                     | 地区 | 市  |
| 州         |                                |            |                     |                              |      |     |
| 1          | ヴィーンヌィツャ州             | 26,513     | 1,617,424           | ヴィーンヌィツャ             | 27   | 6   |
| 2          | ヴォルィーニ州                 | 20,144     | 1,041,375           | ルーツィク                   | 16   | 4   |
| 3          | ドニプロペトロウシク州         | 31,974     | 3,290,786           | ドニプロ                     | 22   | 13  |
| 4          | ドネツィク州                   | 26,517     | 4,340,862           | ドネツィク                   | 18   | 28  |
| 5          | ジトーミル州                   | 29,832     | 1,261,798           | ジトーミル                   | 23   | 5   |
| 6          | ザカルパッチャ州               | 12,777     | 1,256,958           | ウージュホロド               | 13   | 5   |
| 7          | ザポリージャ州                 | 27,180     | 1,775,154           | ザポリージャ                 | 20   | 5   |
| 8          | イヴァーノ＝フランキーウシク州 | 13,928     | 1,381,935           | イヴァーノ＝フランキーウシク | 14   | 5   |
| 9          | キーウ州                       | 28,131     | 1,725,470           | キーウ（キエフ）             | 25   | 12  |
| 10         | キロヴォフラード州             | 24,588     | 986,830             | キロヴォフラード             | 21   | 4   |
| 11         | ルハーンシク州                 | 26,684     | 2,237,897           | ルハーンシク                 | 18   | 4   |
| 12         | リヴィウ州                     | 21,833     | 2,537,806           | リヴィウ                     | 20   | 9   |
| 13         | ムィコラーイウ州               | 24,598     | 1,167,821           | ムィコラーイウ               | 19   | 5   |
| 14         | オデッサ州                     | 33,310     | 2,395,935           | オデーサ（オデッサ）         | 26   | 7   |
| 15         | ポルタヴァ州                   | 28,748     | 1,457,223           | ポルタヴァ                   | 25   | 5   |
| 16         | リウネ州                       | 20,047     | 1,159,114           | リウネ                       | 16   | 4   |
| 17         | スームィ州                     | 23,834     | 1,131,903           | スームィ                     | 18   | 7   |
| 18         | テルノーピリ州                 | 13,823     | 1,072,793           | テルノーピリ                 | 17   | 1   |
| 19         | ハルキウ州                     | 31,415     | 1,451,461           | ハルキウ                     | 27   | 7   |
| 20         | ヘルソン州                     | 28,461     | 1,072,013           | ヘルソン                     | 18   | 3   |
| 21         | フメリニツキー州               | 20,645     | 1,306,396           | フメリニツキー               | 20   | 6   |
| 22         | チェルカースィ州               | 20,900     | 1,259,240           | チェルカースィ               | 20   | 6   |
| 23         | チェルニウツィー州             | 8,097      | 908,540             | チェルニウツィー             | 11   | 2   |
| 24         | チェルニーヒウ州               | 31,865     | 1,065,826           | チェルニーヒウ               | 22   | 3   |
| 自治共和国 |                                |            |                     |                              |      |     |
| 1          | クリミア                       | 26,081     | 1,966,801           | シンフェロポリ               | 14   | 11  |
| 特別市     |                                |            |                     |                              |      |     |
| 1          | キーウ                         | 839        | 2,869,361           | キーウ（キエフ）             | 10   | —   |
| 2          | セヴァストポリ                 | 864        | 385,870             | セヴァストポリ               | 4    | —   |
|            | 合計                           | 603,628    | 46,678,694          | キーウ                       | 490  | 176 |

### 2014年 - 2021年
2014年にウクライナで起きたマイダン革命に反発した親露派による騒乱が起きた。騒乱の最中に、3月17日、クリミア半島に位置するクリミア自治共和国とセヴァストポリ特別市はロシア軍に占領され、住民投票を実施した上で、独立宣言を行った。翌日の3月18日に、ロシア連邦はこれを承認し、クリミア併合が行った。事実上のクリミア自治共和国はクリミア共和国、セヴァストポリ特別市はセヴァストポリ連邦市として現在もロシア連邦にあるが、ウクライナの法律上でクリミア自治共和国とセヴァストポリ特別市はウクライナの領土の一部である。
また、ウクライナ東部のドネツィク州、ハルキウ州、ルハーンシク州辺りで、親ロシア派の武装勢力が州庁を占拠し、ドネツク人民共和国やハリコフ人民共和国、ルガンスク人民共和国の建国を宣言した。このうちハルキウで建国宣言の翌日にハルキウ警察によって州庁の占拠が解放されたが、ドネツク人民共和国とルガンスク人民共和国はドネツィク州とルハーンシク州の大半を支配下に置き、5月14日にノヴォロシア人民共和国連邦の建国を宣言した。これをきっかけに、ウクライナ軍との武力衝突が本格化し、いわゆるドンバス戦争が勃発した。

### 2022年のロシアによる侵攻以来
ロシア連邦によるウクライナ南東部の併合に伴い、ドネツィク州、ヘルソン州、ルハンシク州、ザポリージャ州の一部は事実上ロシア連邦の統治下に置かれた。しかし、ウクライナを含む、国際的には、ほとんどの国がロシアの領有権主張を認めていない。

## ラヨン

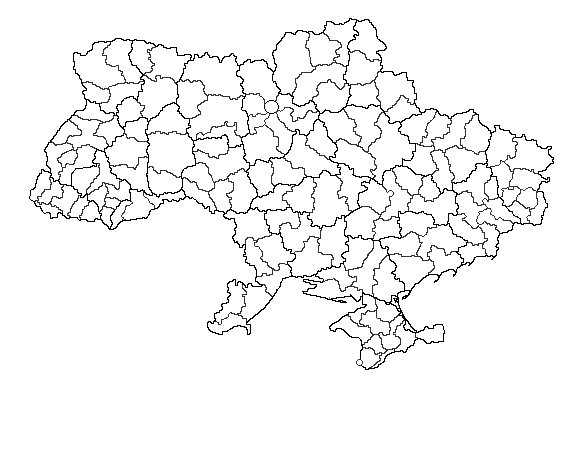
2020年以降のラヨン

州の下位区分として136つのラヨン（訳語は郡または地区）が設置されている。2020年7月17日、ヴェルホーヴナ・ラーダ（ウクライナ最高議会）はラヨン再編案を可決し、従来の490つのラヨンは統合・廃止された。
136の新ラヨンのうち、2020年7月時点でドネツィク州の3ラヨンとルハンシク州の4ラヨンは一時的に親露分離派に実権支配を受けている地域に属しており、更に10ラヨンがロシアに占領されているクリミア自治共和国に属している。
また、ラヨンと同等の州内重要都市が187つ（2018年時点）存在したが、2020年の再編の際に廃止された。